# Sadeqabad
Sadeqabad (em persa: صادق اباد, também romanizada como Şādeqābād) é uma aldeia do distrito rural de Bahman, no condado de Abadeh, na província de Fars, Irã.
No censo de 2006, sua existência foi registrada, mas sua população não foi contada.